# Premier League (Bahrain)
Premier League (Bahrain) este primul eșalon din sistemul competițional fotbalistic din Bahrain.

## Performanțe după club
| Club               | Campionate |
| ------------------ | ---------- |
| Muharraq Club      | 31         |
| Bahrain Riffa Club | 9          |
| Bahrain Club       | 5          |
| Al-Ahli (Manama)   | 5          |
| Arabi Club         | 1          |
| Al Hala            | 1          |
| Al-Nasr            | 1          |
| East Riffa Club    | 1          |

## Lista campioanelor
| - 1957 : Muharraq Club - 1958 : Muharraq Club - 1959 : Al-Nasr - 1960 : Muharraq Club - 1961 : Muharraq Club - 1962 : Muharraq Club - 1963 : Muharraq Club - 1964 : Muharraq Club - 1965 : Muharraq Club - 1966 : Muharraq Club - 1967 : Muharraq Club - 1968 : Bahrain Club - 1969 : Al-Ahli (Manama) - 1970 : Muharraq Club - 1971 : Muharraq Club - 1972 : Al-Ahli (Manama) - 1973 : Muharraq Club - 1974 : Muharraq Club | - 1975 : Arabi Club - 1976 : Muharraq Club - 1977 : Al-Ahli (Manama) - 1978 : Bahrain Club - 1979 : Al Hala - 1980 : Muharraq Club - 1981 : Bahrain Club - 1982 : Bahrain Riffa Club - 1983 : Muharraq Club - 1984 : Muharraq Club - 1985 : Bahrain Club - 1986 : Muharraq Club - 1987 : Bahrain Riffa Club - 1988 : Muharraq Club - 1989 : Bahrain Club - 1990 : Bahrain Riffa Club - 1991 : Muharraq Club - 1992 : Muharraq Club | - 1993 : Bahrain Riffa Club - 1994 : East Riffa Club - 1995 : Muharraq Club - 1996 : Al-Ahli (Manama) - 1997 : Bahrain Riffa Club - 1998 : Bahrain Riffa Club - 1999 : Muharraq Club - 2000 : Bahrain Riffa Club - 2001 : Muharraq Club - 2002 : Muharraq Club - 2003 : Bahrain Riffa Club - 2004 : Muharraq Club - 2005 : Bahrain Riffa Club - 2006 : Muharraq Club - 2007 : Muharraq Club - 2008 : Muharraq Club - 2009 : Muharraq Club - 2010 : Al-Ahli (Manama) |

## Golgeteri
| An      |          | Golgeter               | Echipă             | Goluri |
| 2003-04 | Bahrain  | Duaij Naser Abdulla    | Muharraq Club      | 15     |
| 2004-05 | Bahrain  | Salman Isa             | Bahrain Riffa Club | 15     |
| 2005-06 | Bahrain  | Jaycee John            | Al-Ahli            | 17     |
| 2006-07 | Brazilia | Leandson Dias da Silva | Bahrain Riffa Club | 25     |
| 2007-08 | Bahrain  | Jaycee John            | Muharraq Club      | 24     |
| 2008-09 | Bahrain  | Abdulrahman Mubarak    | Bahrain Riffa Club | 14     |